# Evanđelje po Luki
Evanđelje po Luki, religijska je knjiga, dio Novoga zavjeta. Kratica je (Lk). Napisao ga je sv. Luka. Najvjerojatnije je drugo po redu pisanja.
Napisao ga je sv. Luka, obraćenik iz poganske grčke obitelji, liječnik po zanimanju i dugogodišnji suradnik apostola Pavla, u Antiohiji Sirijskoj oko 75. – 80. g. Lukino je Evanđelje u prvom redu bilo namijenjeno kršćanskim zajednicama,  koje su se sastojale od obraćenika s poganske vjere (dakle oni, koji nisu pripadali židovskoj vjeri.) 
Tako je sastavio Evanđelje, da njegovi čitatelji mogu u Isusu prepoznati Boga, koji je pohodio svoj narod te mu izkazao neizrecivu ljubav i nježnost. Sv. Luka napisao je i Djela apostolska (Dj), koja možemo smatrati nastavkom njegovog Evanđelja. Njegov stil pisanja je vrlo njegovan i otmjen.

## Autor
Predaja jednoglasno tvrdi da je autor evanđelja Luka. U tom smislu svjedoče Marcion, jedan od prvih heretika (umro oko 160. godine). Od evanđelja jedino je Lukino ulazilo u njegov kanon biblijskih knjiga, Muratorijev fragment (popis knjiga za koje se držalo da ulaze u Novi zavjet), antimarcioniski prolog Evanđelju po Luki (u kojem se također kaže kako je Luka bio rodom iz Antiohije), da je bio liječnik, da je svoje evanđelje napisao u Ahaji, da je umro u 84. godini, neoženjen i bez djece, (Irenej Lionski), Tertulijan, Klement Aleksandrijski i drugi. 
Isti je autor napisao i Djela apostolska, koja možemo smatrati nastavkom njegovog Evanđelja.
O autoru se, prema današnjem stanju znanosti može zaključiti da je bio kršćanin, vjerojatno poganskog podrijetla, koji je dobro baratao grčkim jezikom, ali i dobro poznavao Stari zavjet. 

## Kome je upućeno
Luka je pisao u prvim godinama devetog desetljeća kršćanske ere. Obraćao se prvenstveno čitateljima poganskog porijekla od kojih su neki bili dobro stojeći i premišljali su svoje misionarske pothvate u neprijateljskom okruženju. Unutarnje i izvanjske prepirke povećale su neprijateljsko okruženje. Ključno pitanje lukinskih zajednica bila je teodiceja: Ako Bog nije bio vjeran svojim obećanjima koja je dao izabranom narodu Božjem dopustivši da bude razoren njegov sveti grad i jeruzalemski hram, zašto kršćani obraćeni s poganstva, koji vjeruju u tog Boga, smatraju da će Bog biti vjeran obećanjima koje je dao njima. 
Neki pisci počevši od Hansa Conzelmenna izražavaju to tako što kažu da je Lukina osnovna tema „povijest spasenja“ ili pak tako što nam skreće pažnju na motiv obećanja i ispunjenja obećanja.
Luka je tako sastavio Evanđelje, da njegovi čitatelji mogu u Isusu prepoznati Boga, koji je pohodio svoj narod te mu iskazao neizrecivu ljubav i nježnost.

## Vrijeme nastanka
O vremenu nastanka ovog evađelja postoje tri zastupljena mišljenja. Po njima je ono nastalo ili oko 63. godine, ili oko 75. – 85. godine, ili na početku drugug stoljeća. Pitanje vremena nastanka ovog evanđelja povezano je s vremenom nastanka Djela apostolskih jer evanđelje mora prethoditi tome svome nastavku.
Za prvi od triju datuma važne su sljedeće činjenice : 
1. Na kraju Djela apostolskih Sv. Pavao je još u zatvoru. Da je Luka što znao o Pavlovom oslobođenju ili pak o njegovoj mučeničkoj smrti, vjerojatno bi to i spomenuo.
2. Na temelju pastoralnih poslanica čini se da je Pavao kasnije ponovno posjetio Efez. Da je Luka pisao nakon tog događaja, zacijelo ne bi Pavlovo proročanstvo da ga Efežani više neće vidjeti ( Dj 20, 25. 38) ostavio bez komentara.
3. Luka spominje ispunjenje Agabovog proročanstva. Da je pisao nakon 70. godine, bilo bi logično očekivati da će negdje navesti i ispunjenje Isusovog proročanstva o razorenju Jeruzalema ( Lk 21, 20).
4. U Djelima se ne razabire da je njihov pisac poznavao Pavlove poslanice pa stoga moraju biti napisana ranije.
5. U Djelima se ne spominje nikakav događaj do kojeg je došlo nakon 62. godine. Ne spominju se, primjera radi, ni Jakovljeva (62. godine), ni Pavlova smrt, a ni razorenje Jeruzalema.

Ovim razlozima ne pridaju svi jednaku važnost. Moglo bi se, naime, ustvrditi da oni u prvom redu ovise o onom što bi Luka po nečijem mišljenju morao uključiti u svoj tekst. A u tom bi se moglo pogriješiti. Stoga neki drže da ti razlozi nužno ne sprečavaju prihvaćanje i nekoh kasnijeg datuma (W. G. Kummel zagovara datum između 80. i 90. godine, a A. F. J. Klijn oko 80. godine). Drugi opet smatraju da je riječ o vrlo jakim razlozima, pa E. M.  Blaiklock npr. zagovara datum oko 62. godine, F. F. Bruce nedugo nakon 51. godine (koju on drži godinom nastanka Lukinog evanđelja), a Pierson Parker 62. ili 63. godinu. Bo Reicke je mišljenja da Luka, kad je napisao Djela, nije znao ni za kakve događaje kasnije od 62. godine, pa je, prema tome, njegovo evanđelje moralo nastati prije te godine.

## Sadržaj

### Zora ispunjenja Božjih obećanja (1,5-2,52)
Iako se građa od 1,5-2,52 obično naziva „izvještajem o djetinjstvu“ ,takvo označavanje nije točno. Samo odsjek 2,1-40 govori o Isusovu djetinjstvu, a glavna poruka odsjeka 1,5-2,52 nije prozni izvještaj nego izjave Marije, Gabrijela, anđela koji se ukazuju pastirima, Šimuna i dvanaestogodišnjeg Isusa. Zato je građu 1,5-2,52 bolje gledati kao predigru ili uvod u ovo evanđelje. U njoj odzvanjaju Lukine glavne teološke teme, osobito ona o Božjoj vjernosti danim obećanjima.

### Priprava za Isusov javni misterij (3,1-4,13)
Na početku stoji odlomak o Ivanu Krstitelju (3,1-20) u kojem Luka pokazuje da su odgovori ljudi na misterij Ivana slični kasnijim odgovorima na Isusov misterij. Zatim slijede tri odlomka o identitetu Isusa koji djeluje u Galileji, na putu u Jeruzalem i u Jeruzalemu. On je ljubljeni Sin, Bog Otac i opunomoćenik Duha Svetog (3,21-22), vrhunac Božjeg plana o stvorenom svijetu (3,23-38) i vjerni Sin koji pobjeđuje sile zla (4,1-13).

### Isusov ministerij u Galileji (4,14-9,50)
Isus navješta Božje kraljevstvo riječima i djelima. To dolazi od stvaralačkog Duha Božjeg (3,21-22). Za Luku ima teološko značenje ne samo Jeruzalem kao grad Božjeg obećanja i ispunjenja nego i Galileja. Na području Galileje počinje Luka prikaz značenja Božjeg kraljevstva. Galileja je područje na kojem učenici ne razumiju Isusovu osobu i poslanje, ali se dive njegovim silnim djelima te se međusobno prepiru tko je najveći (9,43-46). Kad im Isus na putu prema (križu) (9,51-19,27) te nakon svoje smrti i (uskrsnuća) (24,45) otvori oči, razumjet će Isusovu ulogu u Božjem planu pa se neće vraćati u Galileju.

### Isusov put u Jeruzalem (9,51-19,27)
Luka u 9,51 otpočinje novi dio svog (kerigmatičkog) izlaganja. Iz Mk 8,26-10,52 preuzeo je temu o Isusovu putu u Jeruzalem. Pokoravajući se volji Božjoj Isus ide u Jeruzalem (9,22.44) kao grad koji je simbol kontinuiteta između starog i novog Božjeg plana. Isus će u Jeruzalemu završiti svoj izlazak k Bogu (9,31), a od Jeruzalema će započeti put kršćanskih misionara prema krajevima zemlje. Isus je na putu u Jeruzalem vrhovni učitelj svojih učenika koji su mu svjedoci te kasniji pokretači njegova Puta. Isus upućuje učenike u misionarska putovanja (10,1-24), u ispravnu uporabu materijalnih dobara (16,1-31), u molitvu (11,1-13) te iznosi izazovne (prispodobe) kao što su: prispodoba o dobrom Samarijancu (10,25-37) i prispodoba o rasipnom sinu (15,11-32). Od nevolja nije pošteđeno ni putovanje Isusa ni putovanje kršćana. Samarijanci odbacuju Isusa (9,51-56); vjerski poglavari suprotstavljaju se njgovu nauku i načinu življenja (13,11-17; 14,1-24). Luka u „izvještaju o putovanju“ donosi zadivljujući portret Isusa koji je vjerni i odlučni Sin (9,35) i koji riječima i djelima uči put što vodi življenju s Bogom.

### Jeruzalem odbacuje Božjeg Proroka, Sina i Hram (19,28-21,38)
Isus je svakog dana poučavao narod u hramu, a vjerski poglavari su mu se suprotstavljali. Isus kralj koji donosi mir (19,28-40) i kojega odbacuju vjerski poglavari (19,41-44), preuzima jeruzalemski hram i poistovjećuje se s hramom (19,45-46). Sve što Isus naučava u odsjeku 20,1-21,36 odvija se u hramu te osvjetljuje tko je Isus, zatim što je pravo štovanje Boga te tko pripada u ponovno uspostavljeni Izrael. Ovo se poučavanje odvija u polemičkoj raspravi te najavljuje suprotstavljanje članovima ponovno uspostavljenog Izraela, dok je odbačeni Isus ugaoni kamen tog Izraela.

### Isusova posljednja gozba i druženje s grešnicima (22,1-23,56a)
Lukin prikaz muke treba gledati kao teološku dramu koja naglašava spasotvornu moć Isusa, pravednika što nevin trpi, te ističe Božju velikodušnost u proslavljanju tog pravednika i Sina kojeg izbavlja od moći tame. Luka prikazuje Isusa kako poslušno i svojevoljno polazi u smrt te potiče učenike da slušaju njegove posljednje riječi i nasljeduju njegov primjer. Kad je Isus bio na ulasku u Jeruzalem (19,41-44) pozvao je Jeruzalemce na obraćenje. Sada napuša Jeruzalem da bude raspet i dalje poziva na obraćenje. Raspet na križu, Isus zove svoga Oca i moli ga da oprosti ljudima jer ne znaju što čine.

### Isusova proslava, obećanje Duha i uzašašće (23,56b-24,53)
Luka završava prvi dio svog karizmatskog djela o događajima koji su se zbili među vjernicima. Pomoću ukazanja uskrslog Krista u Jeruzalemu učenici prelaze iz žalosti u radost, iz upitnosti u razumijevanje, iz nevjere u vjeru te im se konačno otvaraju oči da u uskrslom Gospodinu vide što Bog sprema svim stvorenjima.

## Struktura

### I. Krstiteljevo i Isusovo rođenje i skroviti život
Navještenje rođenja (Lk 1, 5-25 ), Navještenje Isusova rođenja (Lk 1, 26-38),
Sveta Marijia, sveta Elizabeta (1,39-45), Hvalospjev Marijin (Lk 1,46-67) Hvalospjev Zaharijin (Lk 1,68-79), Krstiteljev skroviti život (Lk 1,80), Rođenje Isusovo (Lk 2,1-7), Pohod pastira  (Lk 2,8-20), Obrezanje i prikazanje u Hramu (Lk 2,21-24), Sveti Šimun (Lk 2,25-35), Anino proroštvo (Lk 2,36-38), Isusov skroviti život (Lk 2,39-40), Isus među učiteljima (Lk 2,41-50), Isus, Nazaret (Lk 2,51-52).

### II. Priprava Isusova djelovanja
Propovijedanje Ivana Krstitelja (Lk 3,1-20), Isusovo krštenje (Lk 3,21-22), Zakonsko porijeklo Isusovo (Lk 3,23-38), Kušnja u pustinji (Lk 4,1-13)

### III. Isusovo djelovanje u Galileji
Isus se vraća u Galileju (Lk 4,14-15), Odbačen u Nazaretu (Lk 4,16-30), Naučava u
Kafarnaumu i liječi opsjednutoga (Lk 4,31-37), Ozdravljenje Šimunove punice i drugih bolesnika (Lk 4,38-41), Ostavlja Kafarnaum i prolazi Judejom (Lk 4,42-44), Prva četiri učenika (Lk 5,1-11), Ozdravljenje gubavca (Lk 5,12-16), Ozdravljenje uzetoga (Lk 5,17-26), Rasprava o postu (Lk 5,33-39), Trganje klasja, šabat (Lk 6,1-5), Ozdravljenje u subotu (Lk 6,6-11), Izbor dvanaestorice (Lk 6,12-16), Mnoštvo hrli za Isusom (Lk 6,17-19), Nastupna besjeda (Lk 6,20-26), Ljubav prema neprijateljima (Lk 6,27-36), Milosrđe i dobrohotnost (Lk 6,37-42), Stablo se pozna po plodovima (Lk 6,43-45), Djela ne samo riječi (Lk 6,46-49), Vjera rimskog satnika (Lk 7,1-10), Uskrišenje sina udovice iz Naina (Lk 7,11-17), Isusovo svjedočanstvo o Ivanu (Lk 7,18-30), Isusov sud o suvremenicima (Lk 7,31-35), Isusov odnos prema grešnicima (Lk 7,36-50), Žene u službi Isusovoj (Lk 8,1-3), Prispodoba o sijaču (Lk 8,4-8), Zašto Isus govori u prispodobama (Lk 8,9-15), Prispodoba o svjetiljci (Lk 8,16-18), Prava rodbina Isusova (Lk 8,19-21), Stišana oluja (Lk 8,22-25), Ozdravljenje opsjednutoga (Lk 8,2639), Ozdravljenje bolesne žene i uskrišenje Jairove kćeri (Lk 8,40-56), Poslanje dvanaestorice  (Lk 9,1-6), Herod i Isus (Lk 9,7-9), Isus hrani pet tisuća ljudi (Lk 9,10-17), Petrova vjeroispovijest (Lk 9,18-21), Prvi navještaj muke i uskrsnuća (Lk 9,22), Uvjeti za nasljedovanje Isusa (Lk 9,23-27), Preobraženje (Lk 9,28-36), Opsjednuti padavičar (Lk 9,37-43), Drugi navještaj muke i uskrsnuća (Lk 9,43-45), Tko je najveći? (Lk 9,46-48),"Tko nije protiv vas, za vas je" (Lk 9,49)

### IV. Isus na putu prema Jeruzalemu
Zahtjevi apostolskog poziva (Lk 9,57-62), Poslanje sedamdesetdvojice (Lk 10,1-12), Prijetnja neobraćenim gradovima (Lk 10,13-16), Pravi razlog apostolske radosti (Lk 10,17-20),  Evanđelje objavljeno jednostavnima (Lk 10,21-24), Milosrdni Samarijanac (Lk 10,29-37), Marta i Marija (Lk 10,38-42), Pouka (Lk 11,1-13), Ponovni pad (Lk 11,24-26), Pravo blaženstvo (Lk 11,27-28), Znak (Lk 11,29-32), Druga prispodoba o svjetiljci (Lk 11,33-36), Protiv licemjerja (Lk 12,1-3), Koga se treba bojati (Lk 12,4-7) Priznati se Kristovim pred ljudima (Lk 12,8-12) Zgrtanje varava bogatstva (Lk 12,13-21) Pouzdanje u providnost (Lk 12,22-34), Budni sluge (Lk 12,35-48), Veliko dijeljenje svijeta (Lk 12,49-53), Znakovi vremena (Lk 12,54-56), Nagoditi se s protivnikom (Lk 12,57-59), Brzo promijenite život (Lk 13,1-5), Neplodna smokva (Lk 13,6-9), Ozdravljenje zgrbljene žene u subotu (Lk 13,10-17), Prispodoba o zrnu (Lk 13,18-19), Prispodoba (Lk 13,20-21), Odbačenje nevjernih. Poziv poganima (Lk 13,22-30), Herod lisica (Lk 13,31-33), Prijetnja Jeruzalemu (Lk 13,34-35), Opet ozdravljenje u subotu (Lk 14,1-6), Pouka o poniznosti (Lk 14,7-11), Izbor uzvanika (Lk 14,12-14), Prispodoba o uzvanicima (Lk 14,15-24), Odreći se svega (Lk 14,25-35), Tri prispodobe o milosrđu (Lk 15,1-2), Izgubljena i nađena ovca (Lk 15,3-7), Izgubljena i nađena (Lk 15,8-10), Izgubljeni i nađeni sin (Lk 15,11-32), Nepošteni upravitelj (Lk 16,1-8), Ne može se služiti dvojici gospodara (Lk 16,9-13), Protiv pohlepnih farizeja (Lk 16,14-15), Vječnost Zakona (Lk 16,16-17), Nerazrješivost ženidbe (Lk 16,18) ,Bogataš i Lazar (Lk 16,19-31), Sablazan (Lk 17,1-3), Bratska opomena (Lk 17,3-4), Moć vjere (Lk 17,5-6), Služiti ponizno (Lk 17,7-10), Deset gubavaca (Lk 17,11-19), Bog će uspostaviti svoje kraljevstvo (Lk 17,20-37), Ustrajnost u molitvi (Lk 18,1-8), Farizej i carinik (Lk 18,9-14), Opasnost bogatstva (Lk 18,18-30), Treći navještaj muke i uskrsnuća (Lk 18,31-34), Jerihon (Lk 18,35-43), Zakej carinik (LK 19,1-10).

### V. Isusovi posljednji dani u Jeruzalemu
Mesijanski ulazak u Jeruzalem (Lk 19,28-40), Isus plače nad Jeruzalemom
(Lk 19,41-46), Poučavanje u Hramu (Lk 19,47-48),Odakle Isusu vlast? (Lk 20,1-8),
Vinogradari ubojice (Lk 20,9-19), Porez caru (Lk 20,20-26), Uskrsnuće mrtvih (Lk 20,27-40) ,Krist, Sin i Gospodin, David (Lk 20,41-44), Isusov sud o pismoznancima (Lk 20,45-47), Udovičin darak (Lk 21,1-4), Eshatološka besjeda. Uvod (Lk 21,5-6), Prethodni znaci (Lk 21,7-19), Razorenje Jeruzalema (Lk 21,20-24), Svršetak svijeta i Dolazak Sina Čovječjega (Lk 21,25-28), Vrijeme Dolaska neizvjesno (Lk 21,29-33),  Budnost. Noćni tat (Lk 21,34-36), Posljednji dani Isusovi (Lk 21,37-38). 

### VI. Muka
Zavjera protiv Isusa i Juda Iškariotski (Lk 22,1-6), Priprava, pasha (Lk 22,7-139,
Pashalna večera (Lk 22,14-18), Euharistija (Lk 22,19-23), Tko je najveći? (Lk 22,24-27), Nagrada apostolima (Lk 22,28-30), Proroštvo o Petrovoj zataji (Lk 22,31-34), Čas odlučne borbe (Lk 22,35-38), Molitva (Lk 22,39-46), Isus uhvaćen (Lk 22,47-53), Petar se odriče Isusa (Lk 22,54-62), Prva zlostavljanja (Lk 22,63-65), Sinderij (Lk 22,66-71), Poncije Pilat (Lk 23,1-7), Isus pred Herodom (Lk 23,8-12), Pilat osuđuje Isusa na smrt (Lk 23,13-25), Križni put (Lk 23,26-32), Raspeće (Lk 23,33-38), Dobri razbojnik (Lk 23,39-43), Isusova smrt (Lk 23,44-49), Ukop (Lk 23,50-56).

### VII. Nakon uskrsnuća
Uskrsnuće Isusovo (Lk 24,1-12), Ukazanje učenicima na putu (Lk 24,13-35), Isus se ukazuje apostolima (Lk 24,36-49). 

## Poruka knjige
Lukino Evanđelje uokviruje se porukom spasenja za sve ljude. Potrebno je vjerovati u Božju ljubav i ponudu oproštenja, jer to od grešnika stvara novoga čovjeka. 